# Pseudodynerus griseus
Pseudodynerus griseus är en stekelart som först beskrevs av Fox 1902.  Pseudodynerus griseus ingår i släktet Pseudodynerus och familjen Eumenidae. Inga underarter finns listade i Catalogue of Life.